# 서계 박세당 사랑채
서계 박세당 사랑채(西溪 朴世堂 舍廊채)은 대한민국 경기도 의정부시 장암동에 있는, 조선 후기 실학자 서계 박세당(1629∼1703) 선생이 저술 활동을 하던 건물이다. 2000년 4월 17일 경기도의 문화재자료 제93호로 지정되었다.

## 개요
조선 후기 실학자 서계 박세당(1629∼1703) 선생이 저술 활동을 하던 건물이다.
선생은 조선 현종 1년(1660) 과거에 급제하여 여러 벼슬자리에 올랐으나 40세에 관직을 그만두고 이곳에서 학문연구와 후진양성에 힘썼다. 또한 직접 농사를 지으면서 체험한 것을 토대로 그의 대표적인 농학서 『색경』을 저술했다.
처음에는 안채와 안사랑, 바깥사랑, 행랑채를 갖춘 조선 후기 사대부가의 규모였으나, 한국전쟁 때 대부분 소실되고 현재는 바깥 사랑채만 남아 있다.
사랑채 규모는 앞면 5칸·옆면 2칸 반으로 누마루가 덧붙어 있어 乙자형 구조로 되어 있다.
사랑채는 동쪽의 수락산을 배경으로 하고 있는 서향집에서 왼쪽을 향하고 있다. 보통 좌향의 배치에서는 남향이나 남서향, 남동향을 따르는 것에 비해 이 가옥은 방향보다 배산임수의 자연지세에 따라 배치한 것으로 보인다.

## 같이 보기
- 박세당

## 참고 문헌
- 서계박세당사랑채 - 국가유산청 국가유산포털